# U-530
| U-530                                                                                                | U-530 | U-530 |
| --- | --- | --- |
| U 530                                                                                                | | |
| | | |
| Німецький підводний човен U-530 після капітуляції у Мар-дель-Плата, в Аргентині. Липень 1945         | | |
| Верф                                                                                                 | Deutsche Werft, Гамбург | Deutsche Werft, Гамбург |
| Під прапором                                                                                         | Третій Рейх | Третій Рейх |
| Належність                                                                                           | Крігсмаріне | Крігсмаріне |
| Порт приписки                                                                                        | Штеттін Лор'ян | Штеттін Лор'ян |
| Замовлення                                                                                           | 15 серпня 1940 | 15 серпня 1940 |
| Закладений                                                                                           | 8 грудня 1941 | 8 грудня 1941 |
| Спуск на воду                                                                                        | 28 липня 1942 | 28 липня 1942 |
| Введений до складу флоту                                                                             | 14 жовтня 1942 | 14 жовтня 1942 |
| На службі                                                                                            | 1942—1945 | 1942—1945 |
| Сучасний статус                                                                                      | 10 липня 1945 року капітулював у Мар-дель-Плата, в Аргентині | 10 липня 1945 року капітулював у Мар-дель-Плата, в Аргентині |
| Бойовий досвід                                                                                       | Друга світова війна Битва за Атлантику | Друга світова війна Битва за Атлантику |
| Проєкт                                                                                               | | |
| Тип ПЧ                                                                                               | великий океанський торпедний ДПЧ | великий океанський торпедний ДПЧ |
| Основні характеристики                                                                               | | |
| Швидкість (надводна)                                                                                 | 18,2 вузла (33,7 км/год) | 18,2 вузла (33,7 км/год) |
| Швидкість (підводна)                                                                                 | 7,3 (13,5 км/год) | 7,3 (13,5 км/год) |
| Робоча глибина занурення                                                                             | 100 м | 100 м |
| Гранична глибина занурення                                                                           | 230 м | 230 м |
| Дальність плавання                                                                                   | 63 милі (117 км) на швидкості 4 вузли (7,4 км/год) (у підводному положенні) 13 450 морських миль (24 910 км на швидкості 10 вузлів (19 км/год) (у надводному положенні) | 63 милі (117 км) на швидкості 4 вузли (7,4 км/год) (у підводному положенні) 13 450 морських миль (24 910 км на швидкості 10 вузлів (19 км/год) (у надводному положенні) |
| Екіпаж                                                                                               | 48 офіцерів та матросів | 48 офіцерів та матросів |
| Розміри                                                                                              | | |
| Довжина найбільша (по КВЛ)                                                                           | 76,76 м | 76,76 м |
| Ширина корпусу найб.                                                                                 | 6,86 м | 6,86 м |
| Висота                                                                                               | 9,6 м | 9,6 м |
| Середня осадка (по КВЛ)                                                                              | 4,67 м | 4,67 м |
| Водотоннажність надводна                                                                             | 1 144 т | 1 144 т |
| Водотоннажність підводна                                                                             | 1 257 т | 1 257 т |
| Силова установка                                                                                     | | |
| Дизель-електрична: 2 дизельні двигуни MAN M 9 V 40/46 2 електродвигуни Siemens-Schuckert 2 GU 345/34 | | |
| Гвинти                                                                                               | 2 | 2 |
| Потужність                                                                                           | 2 × 2 200 к.с. (дизелі) 2 × 740 к.с. (електродвигуни) | 2 × 2 200 к.с. (дизелі) 2 × 740 к.с. (електродвигуни) |
| Озброєння                                                                                            | | |
| Артилерія                                                                                            | 1 × 105-мм палубна гармата SK C/32 | 1 × 105-мм палубна гармата SK C/32 |
| Торпедно- мінне озброєння                                                                            | 4 носових і 2 кормових ТА; 22 торпеди або 44 міни TMA чи 66 TMB | 4 носових і 2 кормових ТА; 22 торпеди або 44 міни TMA чи 66 TMB |
| ППО                                                                                                  | 1 × 37-мм зенітна гармата SKC/30 2 (1 × 2) × 20-мм зенітні гармати FlaK 30                                                                                              | 1 × 37-мм зенітна гармата SKC/30 2 (1 × 2) × 20-мм зенітні гармати FlaK 30                                                                                              |

U-530 — німецький великий океанський підводний човен типу IXC/40, що входив до складу Військово-морських сил Третього Рейху за часів Другої світової війни. Закладений 8 грудня 1941 року на верфі Deutsche Werft у Гамбурзі під будівельним номером 345. Спущений на воду 28 липня 1942 року, а 14 жовтня 1942 року корабель увійшов до складу ВМС нацистської Німеччини.

## Історія служби
U-530 належав до серії німецьких підводних човнів підтипу IXC/40, найбільшої серії великих океанських човнів типу IX, подальшого розвитку IX C зі збільшеними розмірами, підвищеною дальністю плавання і без третього перископа, призначеної діяти на морських комунікаціях противника на далеких відстанях у відкритому океані. Човнів цього типу було випущено 87 одиниць і вони відносно результативно проявили себе в ході бойових дій в Атлантиці. 14 жовтня 1942 року U-530 розпочав службу у складі 4-ї навчальної флотилії, з 1 березня 1943 року був переведений до бойового складу 10-ї флотилії ПЧ Крігсмаріне, а 1 жовтня 1944 року перейшов у підпорядкування 33-ї флотилії ПЧ.
З лютого 1943 року і до липня 1945 року U-530 здійснив 7 бойових походів в Атлантичний океан, в яких провів 499 днів. Човен потопив 2 судна (12 063 GRT) та 1 судно пошкодив (10 195 GRT).
3 березня 1945 року U-530 вийшов з Гортена в останній бойовий похід, на виконання наказу діяти неподалік від Нью-Йорка, за дві-три милі від Лонг-Айленда. Приблизно 4 травня підводний човен помітив конвой і атакував його трьома торпедами: дві промахнулися, а у третьої стався вибух батареї, і вона не вийшла з торпедного апарату. 6 травня U-530 атакував другий конвой п'ятьма торпедами, а наступного дня ще двома третій конвоєм, і всі атаки не мали успіху.
На виконання наказу адмірала Карла Деніца U-530 спочатку не капітулював по завершенню війни. Натомість екіпаж попрямував до Аргентини і 10 липня 1945 року врешті-решт здався аргентинському флоту в Мар-дель-Плата. До їх прибуття екіпаж скинув за борт п'ять торпед, що залишилися, боєприпаси до зенітної гармати, секретні документи та корабельний журнал.
Командир підводного човна, оберлейтенант Отто Вермут, не пояснив, чому йому знадобилося більше двох місяців, щоб дістатися до Мар-дель-Плата, чому підводний човен викинув палубну гармату та чому екіпаж не мав ідентифікаційних документів.
Несподіване прибуття U-530 породило багато чуток. Бразильський адмірал Хорхе Додсворт Мартінс сказав, що він вважає, що U-530 міг потопити крейсер «Баїя», тоді як інший бразильський адмірал Дудал Тейшейра вважав, що U-530 прибув з Японії. Аргентинський репортер стверджував, що він бачив звіт провінційної поліції Буенос-Айреса про те, що дивний підводний човен сплив біля нижнього узбережжя Аргентини та висадив на берег високопоставленого офіцера та цивільну людину, які могли бути Адольфом Гітлером та Євою Браун у масках.
U-977, який також прибув до Мар-дель-Плата аж 17 серпня, також був звинувачений у потопленні «Баїя»; однак розслідування врешті-решт виявило, що крейсер затонув унаслідок артилерійської аварії на борту.
Військово-морське міністерство Аргентини оприлюднило офіційне комюніке, в якому зазначалося, що U-530 не топив «Баїю», що на борту не було нацистського лідера чи високопоставлених військових Третього Рейху, і що U-530 нікого не висаджував на узбережжі Аргентини до капітуляції.
Екіпаж U-530 був інтернований. Потім вони разом із човном були передані США.
28 листопада 1947 року трофейний німецький підводний човен був потоплений як мішень торпедою американського підводного човна «Торо».

## Командири
- Капітан-лейтенант Курт Ланге (14 жовтня 1942 — січень 1945)
- Оберлейтенант-цур-зее Отто Вермут (січень — 10 липня 1945)

## Перелік уражених U-530 суден у бойових походах
| №                                                              | Дата           | Командир ПЧ        | Назва       | Тип                | Належність | Водотоннажність (брт) | Вантаж                                              | Конвой        | Результат та координати                                                 | Наслідки атаки для екіпажу | Прим. |
| -------------------------------------------------------------- | -------------- | ------------------ | ----------- | ------------------ | ---------- | --------------------- | --------------------------------------------------- | ------------- | ----------------------------------------------------------------------- | -------------------------- | ----- |
| Перший похід (20.02—22.04.1943, 62 доби; Кіль—Лор'ян)          |                |                    |             |                    |            |                       |                                                     |               |                                                                         |                            |       |
| 1                                                              | 9 березня 1943 | Kptlt.. Курт Ланге | Milos       | суховантажне судно | Швеція     | 3 058                 | Генеральні вантажі, включаючи сталь і пиломатеріали | Конвой SC 121 | потоплено 58°00′ пн. ш. 24°00′ зх. д. / 58.000° пн. ш. 24.000° зх. д.   | 30 (усі загинули)          |       |
| 2                                                              | 5 квітня 1943  | Kptlt.. Курт Ланге | Sunoil      | танкер             | США        | 9 005                 | 120 000 барелів мазуту                              | Конвой HX 231 | потоплений 58°16′ пн. ш. 34°14′ зх. д. / 58.267° пн. ш. 34.233° зх. д.  | 69 (усі загинули)          |       |
| П'ятий похід (17.10.1943—22.02.1944, 129 діб; Ла-Паліс—Лор'ян) |                | Kptlt.. Курт Ланге |             |                    |            |                       |                                                     |               |                                                                         |                            |       |
| 3                                                              | 26 грудня 1943 | Kptlt.. Курт Ланге | Chapultepec | танкер             | США        | 10 195                | 101 176 барелів мазуту                              |               | пошкоджений 10°30′ пн. ш. 78°58′ зх. д. / 10.500° пн. ш. 78.967° зх. д. | 81 (усі вижили)            |       |